# Cinema da África do Sul

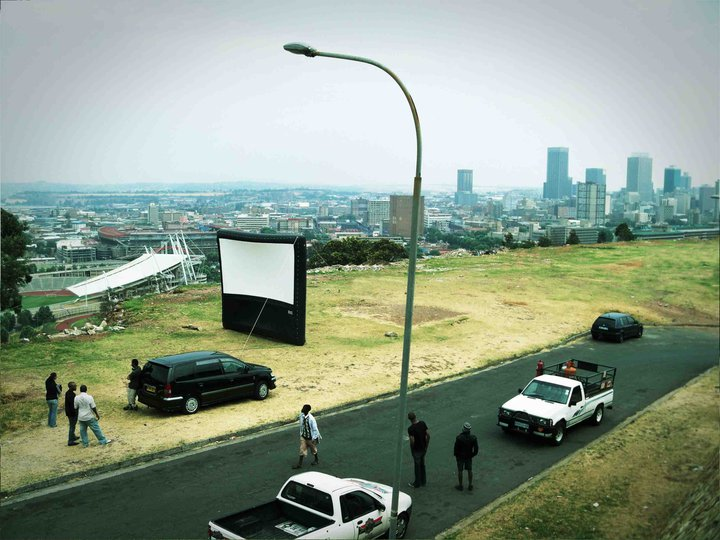
Tela de cinema ao ar livre em Joanesburgo.

O cinema da África do Sul refere-se à indústria cinematográfica da nação africana da África do Sul.

## História
Embora poucas produções sejam conhecidas fora da África do Sul, muitos filmes estrangeiros foram produzidos sobre a África do Sul (geralmente envolvendo relações raciais). Uma exceção foi o filme Os Deuses Devem Estar Loucos, de 1980, produzido no Calaári. É sobre como a vida em uma comunidade tradicional de bosquímanos muda quando uma garrafa de Coca-Cola que caiu de um avião repentinamente cai do céu. O falecido Jamie Uys, que escreveu e dirigiu Os Deuses Devem Estar Loucos, também alcançou sucesso no exterior em 1970 com seus filmes Funny People e Funny People II, semelhante à série de televisão americana Candid Camera .
Provavelmente o filme de maior perfil com a África do Sul nos últimos anos foi o Distrito 9, dirigido por Neill Blomkamp, um sul-africano nativo, e produzido por Peter Jackson. O filme de ação/ficção científica apresenta uma subclasse de refugiados estrangeiros forçados a viver nos guetos de Joanesburgo, no que muitos viram como uma alegoria criativa do apartheid. O filme foi um sucesso comercial e de crítica global e foi nomeado para o prêmio de melhor filme no 82º Óscar.

## Filmes em destaque
Abaixo estão os filmes de destaque produzidos na África do Sul ou pela indústria cinematográfica sul-africana.
- 1980 - Os Deuses Devem Estar Loucos
- 1985 - King Solomon's Mines
- 1988 - Escorpião Vermelho
- 1989 - Os Deuses Devem Estar Loucos II
- 2004 - Yesterday
- 2004 - Hotel Ruanda
- 2005 - Tsotsi
- 2005 - U-Carmen e-Khayelitsha
- 2009 - Distrito 9
- 2009 - Invictus
- 2011 - Viva Riva!
- 2015 - Chappie
- 2016 - Dora's Peace

## Atores e diretores em destaque

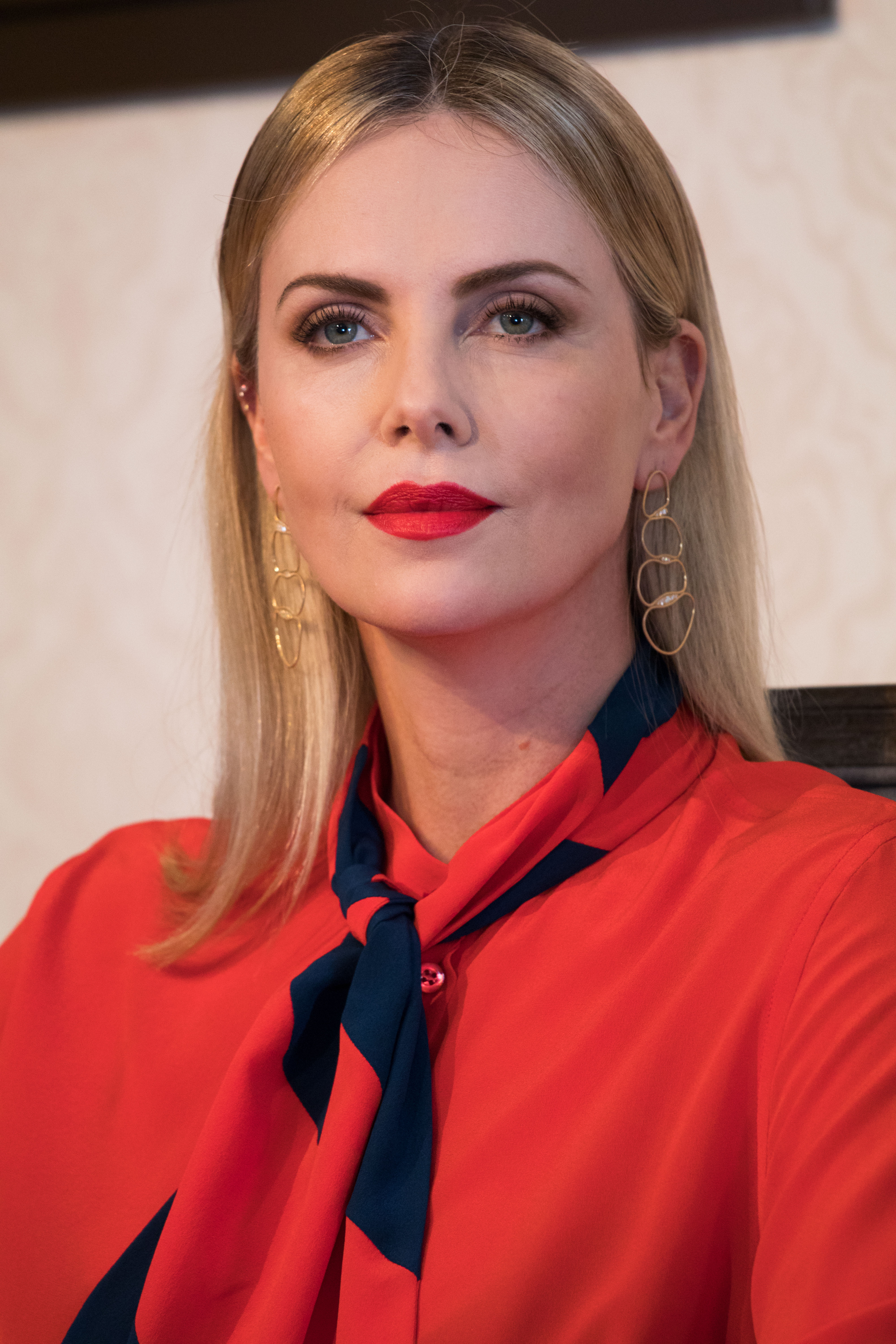
Charlize Theron, atriz sul-africana, alcançou notável impacto no cinema de Hollywood.

- Charlize Theron[5]
- Jamie Uys
- Jans Rautenbach
- Sharlto Copley
- Alice Krige
- Nicole Schafer
- Lesley-Ann Brandt
- Linda Mvusi
- Sandra Prinsloo
- Cariba Heine
- Neill Blomkamp
- Dena Kaplan
- Yolandi Visser
- Jessica Marais
- Jonathan Liebesman
- Zimkhitha Nyoka
- Kagiso Lediga
- Cliff Simon
- Ido Drent
- Andre Jacobs
- Fulu Mugovhani
- Oliver Schmitz
- Marmaduke Arundel
- Khabonina Qubeka
- Suanne Braun
- Pearl Argyle
- Brandon Auret
- Lauren Brant
- Linda Sokhulu
- Florence Masebe
- Nomzamo Mbatha
- Terry Pheto